# Polski Rejon Narodowy im. Feliksa Dzierżyńskiego

Ówczesna wersja godła Białoruskiej SRR z polskojęzycznym napisem Proletariusze wszystkich krajów, łączcie się!

Polski Rejon Narodowy im. Feliksa Dzierżyńskiego (używana jest też nieścisła nazwa Polski Obwód Narodowy im. Feliksa Dzierżyńskiego), potocznie Dzierżowszczyzna lub Dzierżyńszczyzna, biał. Польскі Аўтаномны Раён імя Дзяржынскага oraz (z rosyjskiego) Polrajon (skrót od Polskij Rajon) – autonomiczna polska jednostka administracyjna utworzona w ZSRR, w obwodzie mińskim Białoruskiej SRR w 1932 r.

## Geneza autonomicznych polskich jednostek administracyjnych.
Po rewolucji październikowej w rosyjskiej polityce wewnętrznej pojawiła się zasada tzw. korienizacji, polegająca na przyznawaniu uprawnień nierosyjskim narodom zamieszkującym kraj.
Zasada ta legła u podstaw powstania wielu autonomicznych jednostek administracyjnych, w tym polskich: Polskiego Rejonu Narodowego im. Feliksa Dzierżyńskiego a wcześniej (22 marca 1925 r.) także Polskiego Rejonu Narodowego im. Juliana Marchlewskiego. Drugim powodem powołania polskich autonomii był fakt, iż radzieckie władze nigdy nie zrezygnowały z zamiarów opanowania Polski i ustanowienia w niej Republiki Radzieckiej. Marchlewszczyzna i Dzierżowszczyzna w zamierzeniu miały być zalążkami takiej republiki, z której odbywałby się eksport rewolucji do kraju.
Pierwsze pomysły utworzenia autonomii dla zamieszkujących Rosję Radziecką Polaków pojawiły się jeszcze w czasie wojny polsko-bolszewickiej, dotyczyły one jednak jedynie poszczególnych wiosek. Zamiar objęcia autonomią większego terytorium zamieszkanego przez Polaków powstał dopiero w 1925 roku; wkrótce potem na Wołyniu, w Ukraińskiej SRR powstała Marchlewszczyzna. Kolejną polską jednostkę administracyjną – Polski Rejon Narodowy im. Feliksa Dzierżyńskiego utworzono 15 marca 1932 r. w obwodzie mińskim, w Białoruskiej SRR, w pobliżu ówczesnej polskiej granicy. Inicjatorami utworzenia kolejnego polskiego rejonu autonomicznego byli polscy komuniści przebywający w ZSRR m.in. Feliks Kon i były poseł na Sejm Ustawodawczy – Tomasz Dąbal.
Stolicą Rejonu zostało miasto Kojdanów (białoruskie Койданаў – „Kojdanau”, ros. Койданово – „Kojdanowo” lub Койданава – „Kojdanowa”), które w związku z utworzeniem autonomii przemianowano na Dzierżyńsk.

## Nazwa Rejonu
Polski Rejon Narodowy im. Feliksa Dzierżyńskiego otrzymał nazwę na cześć Feliksa Dzierżyńskiego (1877–1926) – polskiego i radzieckiego rewolucjonisty, przeciwnika pełnej niepodległości Polski, którą widział jako republikę związkową w składzie ZSRR, twórcy i organizatora Wszechrosyjskiej Komisji Nadzwyczajnej do Walki z Kontrrewolucją i Sabotażem (tzw. CzeKa).

## Funkcjonowanie autonomii
Na terenie Rejonu działały polskie szkoły, czytelnie, ukazywały się polskojęzyczne czasopisma i publikacje książkowe. Jednym z języków urzędowych na terenie Rejonu był język polski. Gramatykę, a zwłaszcza ortografię próbowano oczyszczać jednak z „burżuazyjnych naleciałości” wprowadzając zasadę – „Jak się mówi, tak się pisze” – czyli zapis fonetyczny – pozbawiony np. rozróżnień rz/ż, ch/h czy ó/u. Według propagandy miało to ułatwić naukę języka polskiego dzieciom chłopów i robotników. Ludność poddawana była intensywnej propagandzie komunistycznej: wydawnictwa polskojęzyczne, jak też prasa były silnie przesiąknięte ideologią bolszewicką.
Dzierżowszczyzna nie zdobyła jednak takiego znaczenia jako centrum polskiej kultury na zachodnich terenach ZSRR jakie miała utworzona wcześniej Marchlewszczyzna, do której władze sprowadziły nawet z innych terenów Związku Radzieckiego polską inteligencję i komunistycznych emigrantów z kraju.
W latach 1930–34 w Dzierżyńszczyźnie zostały przeprowadzone przymusowa kolektywizacja rolnictwa i rozkułaczanie. Spotkały się one z dużym oporem ze strony ludności.
Na terenie Dzierżowszczyzny, prowadzona była intensywna oficjalna walka władz komunistycznych z przejawami religijności. Jeszcze przed powstaniem obwodu kościoły i kaplice zostały pozbawione funkcji sakralnych, a księża uwięzieni lub zabici. Mimo ateistycznej propagandy, zawartej także w programie nauki szkolnej, ludność w tajemnicy prowadziła praktyki religijne.

## Likwidacja Dzierżyńszczyzny
Przyczyny podjęcia decyzji o likwidacji polskich autonomii nie są jasne. Być może zaważyły tutaj względy polityczne, wewnętrzna walka w łonie partii, która była także przyczyną czystek stalinowskich i masowych represji wobec wielu grup społecznych ZSRR. Być może powodem tego był opór przed kolektywizacją, który uzmysłowił decydentom, iż próba stworzenia modelowej, radzieckiej małej Polski i przeszczepienia jej na grunt Polski właściwej nie powiodła się. Niewykluczone także, że już wówczas Stalin miał inne plany co do przyszłości Polski i nie chciał mieć na terytorium ZSRR odrębnych polskich jednostek autonomicznych.
Pierwsza została zlikwidowana Marchlewszczyzna (1935), a wkrótce po niej, 31 lipca 1937 – Dzierżowszczyzna. Akcja likwidacji polskich autonomii była częścią większej akcji polegającej na likwidacji polskich ośrodków oświatowych i kulturalnych oraz przesiedlaniu Polaków z całego terytorium Białoruskiej SRR i Ukraińskiej SRR na Syberię i do Kazachstanu.
W samej Dzierżyńszczyźnie zlikwidowano wszystkie polskie szkoły, czytelnie i inne ośrodki kulturalne.
Krótko po rozwiązaniu autonomii poddano represjom ludność Dzierżowszczyzny. Podobnie jak w całym ZSRR, w czasie wielkiego terroru, rozstrzelano lub zesłano do łagrów wielu ludzi, także komunistów, w tym polskich, zarówno działających w polskich autonomiach, jak i poza nimi m.in. Tomasza Dąbala – rozstrzelanego w 1937.
W ciągu kilku lat od rozwiązania autonomii tysiące Polaków zostało deportowanych do Kazachstanu i na Syberię.

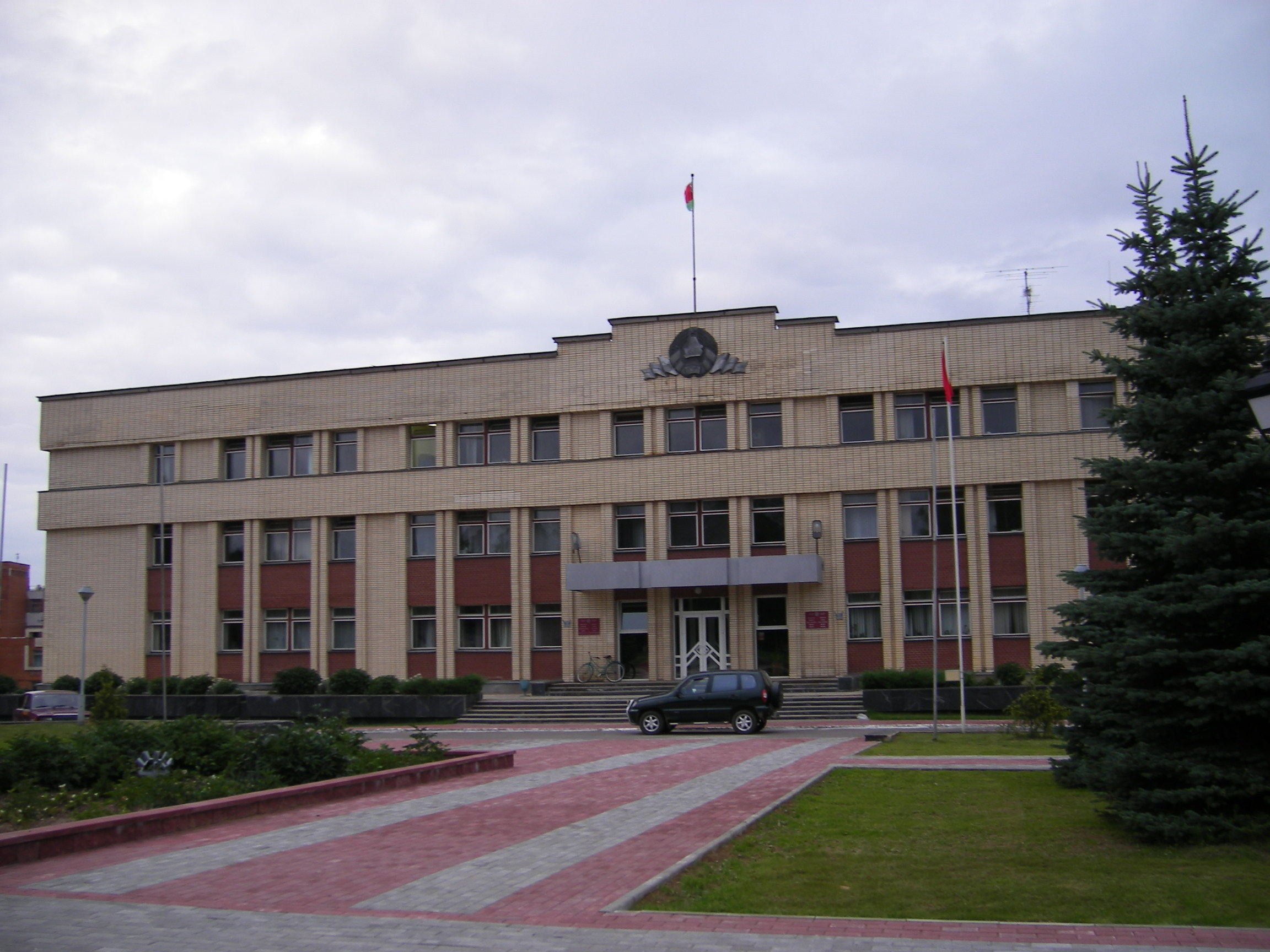
Dzierżyńsk – stolica rejonu (widok współczesny)

Władze radzieckie starały się zlikwidować pozostałości po Dzierżowszczyźnie. Do końca istnienia ZSRR ani w tym kraju, ani w innych, sojuszniczych państwach demokracji ludowej (w tym Polsce) nie ukazywały się żadne publikacje ani opracowania naukowe dotyczące Dzierżowszczyzny i Marchlewszczyzny. W czasie dyktatury Józefa Stalina była to logiczna konsekwencja decyzji o likwidacji autonomii, natomiast po roku 1956 milczenie w sprawie Dzierżowszczyzny i Marchlewszczyzny prawdopodobnie miało na celu uniknięcie mnożenia niewygodnych pytań i komentarzy w stosunku do deklarujących poszanowanie mniejszości narodowych władz radzieckich, zwłaszcza iż i tak kompromitowała je podobna polityka zastosowana w latach 40. XX w. wobec m.in. Kałmuków i Tatarów Krymskich.

## Tereny Dzierżowszczyzny dziś
Mieszkańcy tych obszarów, w wyniku kryzysu gospodarczego wywołanego upadkiem ZSRR i późniejszą polityką gospodarczą władz Białorusi znajdują się w trudnej sytuacji gospodarczej.

## Literatura, linki
- Nikołaj Iwanow, Pierwszy naród ukarany. Polacy w Związku Radzieckim 1921-1939, Państwowe Wydawnictwo Naukowe, Warszawa-Wrocław 1991, ISBN 83-01-10537-2.
- Historia Marchlewszczyzny i Dzierżowszczyzny